# Ефрейтор-Бакалово
Ефрейтор-Бакалово (болг. Ефрейтор Бакалово) — село в Болгарии. Находится в Добричской области, входит в общину Крушари. Население составляет 301 человек.

## Политическая ситуация
В местном кметстве Ефрейтор-Бакалово, в состав которого входит Ефрейтор-Бакалово, должность кмета (старосты) исполняет Ердинч Алиш Мехмед (Движение за права и свободы (ДПС)) по результатам выборов.
Кмет (мэр) общины Крушари — Добри Стоянов Стефанов (Движение за права и свободы (ДПС)) по результатам выборов.